# Capitoli generali dell'Ordine di Sant'Agostino
I capitoli generali dell'Ordine di Sant'Agostino sono le assemblee che detengono il potere supremo dell'Ordine a cui partecipano i rappresentanti dei frati, che si riunisce ogni tre anni.
Il capitolo generale, ogni sei anni, elegge il priore generale, che è il capo dell'ordine.

## Storia
Il primo capitolo generale si svolse a Roma nel 1244.
Fino al 1281 i capitoli generali triennali erano chiamati generalissimi e vi si eleggeva il priore generale dell'Ordine, gli altri erano chiamati capitoli generali. Successivamente il mandato dei priori generali fu elevato a sei anni. Nel 1745 la carica divenne vitalizia, ma venne riportata a sei anni nel 1786.
In alcuni periodi storici i capitoli generali si diradarono molto, soprattutto dalla metà del XVIII secolo al primo quarto del XIX secolo: dopo il capitolo generale del 1753 il successivo si ebbe solo nel 1786 e dopo quello del 1792 si dovette attendere fino al 1822 per un nuovo capitolo generale.
Dal 1947 i capitoli generali per l'elezione del priore generale si svolgono ogni 6 anni, a partire dal 1968 sono intervallati da un capitolo speciale (così è stato definito quello del 1968) o intermedio.   

## Cronologia
| Numero | Luogo                      | Data | Note                                                                        |
| ------ | -------------------------- | ---- | --------------------------------------------------------------------------- |
| 1      | Roma                       | 1244 | Capitolo di fondazione. Fino al 1250 Matteo fu priore generale dell'Ordine. |
| 2      | ?                          | 1245 |                                                                             |
| 3      | ?                          | 1246 |                                                                             |
| 4      | ?                          | 1247 |                                                                             |
| 5      | ?                          | 1248 |                                                                             |
| 6      | ?                          | 1249 |                                                                             |
| 7      | Cascina                    | 1250 |                                                                             |
| 8      | ?                          | 1251 |                                                                             |
| 9      | ?                          | 1252 | Aiuto da Garfagnana era già priore generale.                                |
| 10     | ?                          | 1253 |                                                                             |
| 11     | ?                          | 1254 |                                                                             |
| 12     | ?                          | 1255 | Filippo da Parrana eletto priore generale.                                  |
| 13     | Roma                       | 1256 | Lanfranco da Milano eletto priore generale.                                 |
| 14     | Roma                       | 1257 |                                                                             |
| 15     | ?                          | 1258 |                                                                             |
| 16     | ?                          | 1259 |                                                                             |
| 17     | Cesena                     | 1260 |                                                                             |
| 18     | ?                          | 1261 |                                                                             |
| 19     | ?                          | 1262 |                                                                             |
| 20     | ?                          | 1263 |                                                                             |
| 21     | ?                          | 1264 |                                                                             |
| 22     | Perugia                    | 1265 | Guido da Staggia eletto priore generale.                                    |
| 23     | ?                          | 1266 |                                                                             |
| 24     | ?                          | 1267 |                                                                             |
| 25     | ?                          | 1268 |                                                                             |
| 26     | ?                          | 1269 |                                                                             |
| 27     | ?                          | 1270 |                                                                             |
| 28     | ?                          | 1271 | Clemente da Osimo eletto priore generale.                                   |
| 29     | ?                          | 1272 |                                                                             |
| 30     | ?                          | 1273 |                                                                             |
| 31     | Molara                     | 1274 | Francesco da Reggio eletto priore generale.                                 |
| 32     | Molara                     | 1275 |                                                                             |
| 33     | Todi                       | 1276 |                                                                             |
| 34     | Viterbo                    | 1277 |                                                                             |
| 35     | Rimini                     | 1278 |                                                                             |
| 36     | Perugia                    | 1279 |                                                                             |
| 37     | Padova                     | 1281 |                                                                             |
| 38     | Orvieto                    | 1284 | Clemente da Osimo eletto priore generale.                                   |
| 39     | Firenze                    | 1287 |                                                                             |
| 40     | Ratisbona                  | 1290 |                                                                             |
| 41     | Roma                       | 1292 | Egidio da Roma eletto priore generale.                                      |
| 42     | Siena                      | 1295 | Simone da Pistoia eletto priore generale.                                   |
| 43     | Milano                     | 1298 | Agostino da Tarano eletto priore generale.                                  |
| 44     | Napoli                     | 1300 | Francesco da Monterubbiano eletto priore generale.                          |
| 45     | Perugia                    | 1303 |                                                                             |
| 46     | Bologna                    | 1306 |                                                                             |
| 47     | Genova                     | 1308 | Giacomo da Orte eletto priore generale.                                     |
| 48     | Viterbo                    | 1312 | Alessandro da Sant'Elpidio eletto priore generale.                          |
| 49     | Padova                     | 1315 |                                                                             |
| 50     | Rimini                     | 1318 |                                                                             |
| 51     | Treviso                    | 1321 |                                                                             |
| 52     | Montpellier                | 1324 |                                                                             |
| 53     | Firenze                    | 1326 | Guglielmo da Cremona eletto priore generale.                                |
| 54     | Parigi                     | 1329 |                                                                             |
| 55     | Venezia                    | 1332 |                                                                             |
| 56     | Grasse                     | 1335 |                                                                             |
| 57     | Siena                      | 1338 |                                                                             |
| 58     | Tolosa                     | 1341 |                                                                             |
| 59     | Milano                     | 1343 | Dionigi da Modena eletto priore generale.                                   |
| 60     | Parigi                     | 1345 | Tommaso da Strasburgo eletto priore generale.                               |
| 61     | Pavia                      | 1348 |                                                                             |
| 62     | Basilea                    | 1351 |                                                                             |
| 63     | Perugia                    | 1354 |                                                                             |
| 64     | Montpellier                | 1357 | Gregorio da Rimini eletto priore generale.                                  |
| 65     | Padova                     | 1359 | Matteo da Ascoli eletto priore generale.                                    |
| 66     | Vienna                     | 1362 |                                                                             |
| 67     | Siena                      | 1365 |                                                                             |
| 68     | Avignone                   | 1368 | Ugolino da Orvieto eletto priore generale.                                  |
| 69     | Firenze                    | 1371 | Guido da Belregardo o da Tolosa eletto priore generale.                     |
| 70     | Colonia                    | 1374 |                                                                             |
| 71     | Verona                     | 1377 | Bonaventura Badoer da Padova eletto priore generale.                        |
| 72     | Esztergom                  | 1385 | Bartolomeo da Venezia eletto priore generale.                               |
| 73     | Imola                      | 1388 |                                                                             |
| 74     | Würzburg                   | 1391 |                                                                             |
| 75     | Rimini                     | 1394 |                                                                             |
| 76     | Monaco di Baviera          | 1397 |                                                                             |
| 77     | L'Aquila                   | 1400 | Niccolò Saracini da Cascia eletto priore generale.                          |
| 78     | Lauingen                   | 1403 |                                                                             |
| 79     | Ferrara                    | 1406 | Girolamo Pauli da Pistoia eletto priore generale.                           |
| 80     | Asti                       | 1419 | Agostino Favaroni da Roma eletto priore generale.                           |
| 81     | Bologna                    | 1425 |                                                                             |
| 82     | Montpellier                | 1430 |                                                                             |
| 83     | Mantova                    | 1434 | Gerardo da Rimini eletto priore generale.                                   |
| 84     | Perugia                    | 1439 |                                                                             |
| 85     | Siena                      | 1443 | Giuliano da Salemi eletto priore generale.                                  |
| 86     | Bourges                    | 1447 |                                                                             |
| 87     | Ferrara                    | 1451 |                                                                             |
| 88     | Avignone                   | 1455 | Alessandro Oliva da Sassoferrato eletto priore generale.                    |
| 89     | Tolentino                  | 1459 |                                                                             |
| 90     | Siena                      | 1460 | Guglielmo Becchi da Firenze eletto priore generale.                         |
| 91     | Pamiers                    | 1465 |                                                                             |
| 92     | Bologna                    | 1470 | Giacomo dall'Aquila eletto priore generale.                                 |
| 93     | Roma                       | 1476 | Ambrogio Massari da Cori eletto priore generale.                            |
| 94     | Perugia                    | 1482 |                                                                             |
| 95     | Siena                      | 1486 | Anselmo da Montefalco eletto priore generale.                               |
| 96     | Roma                       | 1491 |                                                                             |
| 97     | Roma                       | 1497 | Mariano da Genazzano eletto priore generale.                                |
| 98     | Fermo                      | 1501 | Graziano Ventura da Foligno eletto priore generale.                         |
| 99     | Perugia                    | 1505 | Agostino Faccioni da Terni eletto priore generale.                          |
| 100    | Napoli                     | 1507 | Egidio da Viterbo eletto priore generale.                                   |
| 101    | Viterbo                    | 1511 |                                                                             |
| 102    | Rimini                     | 1511 |                                                                             |
| 103    | Venezia                    | 1519 | Gabriele Della Volta da Venezia eletto priore generale.                     |
| 104    | Treviso                    | 1526 |                                                                             |
| 105    | Padova                     | 1533 |                                                                             |
| 106    | Verona                     | 1538 | Giovanni Antonio da Chieti eletto priore generale.                          |
| 107    | Napoli                     | 1539 | Girolamo Seripando eletto priore generale.                                  |
| 108    | Roma                       | 1543 |                                                                             |
| 109    | Recanati                   | 1547 | Cristoforo da Padova eletto priore generale.                                |
| 110    | Bologna                    | 1551 |                                                                             |
| 111    | Rimini                     | 1555 |                                                                             |
| 112    | Venezia                    | 1559 |                                                                             |
| 113    | Milano                     | 1564 |                                                                             |
| 114    | Padova                     | 1568 |                                                                             |
| 115    | Perugia                    | 1570 | Taddeo Guidelli da Perugia eletto priore generale.                          |
| 116    | Roma                       | 1575 |                                                                             |
| 117    | Bologna                    | 1581 | Francesco Dantini da Recanati eletto priore generale.                       |
| 118    | Roma                       | 1582 | Spirito Anguissola da Vicenza eletto priore generale.                       |
| 119    | Roma                       | 1587 | Gregorio Petrocchini da Montelparo eletto priore generale.                  |
| 120    | Roma                       | 1592 | Andrea Securani da Fivizzano eletto priore generale.                        |
| 121    | Roma                       | 1598 | Alessandro Mancini da Siena eletto priore generale.                         |
| 122    | Recanati                   | 1602 | Ippolito Fabriani da Ravenna eletto priore generale.                        |
| 123    | Roma                       | 1608 | Giovanni Battista de Aste da Albenga eletto priore generale.                |
| 124    | Roma                       | 1614 | Niccolò Giovannetti da Sant'Angelo eletto priore generale.                  |
| 125    | Roma                       | 1620 | Fulgenzio Gallucci da Montegiorgio eletto priore generale.                  |
| 126    | Roma                       | 1625 | Girolamo de Ghettis da Roma eletto priore generale.                         |
| 127    | Roma                       | 1630 | Girolamo Rigoli da Tarquinia eletto priore generale.                        |
| 128    | Roma                       | 1636 | Ippolito Monti da Finale eletto priore generale.                            |
| 129    | Roma                       | 1645 | Fulgenzio Petrelli da Sigillo eletto priore generale.                       |
| 130    | Roma                       | 1649 | Filippo Visconti da Milano eletto priore generale.                          |
| 131    | Roma                       | 1655 | Paolo Luchini da Pesaro eletto priore generale.                             |
| 132    | Roma                       | 1661 | Pietro Lanfranconi da Ancona eletto priore generale.                        |
| 133    | Roma                       | 1667 | Girolamo Valvassori da Milano eletto priore generale.                       |
| 134    | Roma                       | 1673 | Niccolò Oliva da Siena eletto priore generale.                              |
| 135    | Roma                       | 1679 | Domenico Valvassori da Milano eletto priore generale.                       |
| 136    | Roma                       | 1685 | Fulgenzio Travalloni da Montelparo eletto priore generale.                  |
| 137    | Roma                       | 1693 | Antonio Pacini da Ravenna eletto priore generale.                           |
| 138    | Bologna                    | 1699 | Niccolò Serani dall'Aquila eletto priore generale.                          |
| 139    | Roma                       | 1705 | Adeodato Nuzzi da Altamura eletto priore generale.                          |
| 140    | Roma                       | 1711 | Adeodato Summantico da Foggia eletto priore generale.                       |
| 141    | Roma                       | 1721 | Tommaso Cervioni eletto priore generale.                                    |
| 142    | Perugia                    | 1726 | Fulgenzio Bellelli eletto priore generale.                                  |
| 143    | Roma                       | 1733 | Niccolò Antonio Schiaffinati eletto priore generale.                        |
| 144    | Rimini                     | 1739 | Felice Leoni eletto priore generale.                                        |
| 145    | Bologna                    | 1745 | Agostino Gioia eletto priore generale.                                      |
| 146    | Bologna                    | 1753 | Francisco Javier Vázquez eletto priore generale.                            |
| 147    | Roma                       | 1786 | Stefano Bellisini eletto priore generale.                                   |
| 148    | Bologna                    | 1792 | Georges Rey eletto priore generale.                                         |
| 149    | Roma                       | 1822 | Giuseppe Mistretta eletto priore generale.                                  |
| 150    | Roma                       | 1835 | Tommaso Credennino eletto priore generale.                                  |
| 151    | Roma                       | 1841 |                                                                             |
| 152    | Roma                       | 1847 |                                                                             |
| 153    | Roma                       | 1853 |                                                                             |
| 154    | Roma                       | 1859 | Paolo Micallef eletto priore generale.                                      |
| 155    | Roma                       | 1865 | Giovanni Belluomini eletto priore generale.                                 |
| 156    | Roma                       | 1889 | Sebastiano Martinelli eletto priore generale.                               |
| 157    | Roma                       | 1895 |                                                                             |
| 158    | Roma                       | 1901 |                                                                             |
| 159    | Roma                       | 1907 |                                                                             |
| 160    | Roma                       | 1913 |                                                                             |
| 161    | Roma                       | 1920 | Tommaso Giacchetti eletto priore generale.                                  |
| 162    | Roma                       | 1925 | Eustasio Esteban eletto priore generale.                                    |
| 163    | Roma                       | 1931 | Clemens Fuhl eletto priore generale.                                        |
| 164    | Roma                       | 1936 | Carlo Pasquini eletto priore generale.                                      |
| 165    | Roma                       | 1947 | Joseph Hickey eletto priore generale.                                       |
| 166    | Roma                       | 1953 | Engelbert Eberhard eletto priore generale.                                  |
| 167    | Roma                       | 1959 | Luciano Rubio eletto priore generale.                                       |
| 168    | Roma                       | 1965 | Agostino Trapè eletto priore generale.                                      |
| 169    | Villanova                  | 1968 | Capitolo speciale                                                           |
| 170    | Roma                       | 1971 | Theodore Tack eletto priore generale.                                       |
| 171    | Dublino                    | 1974 | Capitolo intermedio                                                         |
| 172    | Roma                       | 1977 |                                                                             |
| 173    | Città del Messico          | 1980 | Capitolo intermedio                                                         |
| 174    | Roma                       | 1983 | Martin Nolan eletto priore generale.                                        |
| 175    | Roma                       | 1986 | Capitolo intermedio                                                         |
| 176    | Roma                       | 1983 | Miguel Ángel Orcasitas Gómez eletto priore generale.                        |
| 177    | San Paolo                  | 1992 | Capitolo intermedio                                                         |
| 178    | Roma                       | 1995 |                                                                             |
| 179    | Villanova                  | 1998 | Capitolo intermedio                                                         |
| 180    | Roma                       | 2001 | Robert Francis Prevost eletto priore generale.                              |
| 181    | San Lorenzo de El Escorial | 2004 | Capitolo intermedio                                                         |
| 182    | Roma                       | 2007 |                                                                             |
| 183    | Malolos                    | 2010 | Capitolo intermedio                                                         |
| 184    | Roma                       | 2013 | Alejandro Moral Antón eletto priore generale.                               |
| 185    | Abuja                      | 2016 | Capitolo intermedio                                                         |
| 186    | Roma                       | 2019 |                                                                             |
| 187    | San Diego                  | 2022 | Capitolo intermedio                                                         |